# Pseudohydromys musseri
Pseudohydromys musseri is een knaagdier uit het geslacht Pseudohydromys dat voorkomt op Mount Somoro in de Torricellibergen van Papoea-Nieuw-Guinea. Deze soort is genoemd naar Guy Musser, die veel heeft bijgedragen aan de studie van de Aziatische en Melanesische Muridae. Het holotype en enige bekende exemplaar, een mannetje, is op 12 november 1972 door A.B. Mirza gevangen op 1350 m hoogte in een moswoud. In hetzelfde gebied komt ook Paraleptomys rufilatus voor.

## Beschrijving
P. musseri is een kleine rat met een korte, dichte vacht. De staart en de oren lijken onbehaard te zijn. De rug is okerbruin en gaat geleidelijk over in de kaneelbruine flanken. Er is een scherpe scheiding tussen rug- en buikvacht. De buik en de keel zijn kaneelkleurig, met wat witte vlekken op het achterlijf. De bovenkant van het hoofd is bruinachtig. Rond de ogen zit een ring van zwarte haren. De meeste snorharen zijn bleek, maar er zitten een paar zwarte tussen. Verder lijken ze op die van M. richardsoni en Pseudohydromys fuscus. Op de bovenkant van de handen en voeten zitten wat bleke haren. De oren zijn donker. De onderkant van de staart is wat bleker dan de bovenkant. Naar de punt toe komen er steeds meer witte vlekken op te zitten. De grenzen van de staartschubben zijn vaak onduidelijk, maar ze vormen regelmatige ringen. Er komt één haar uit elke schub. De kleine neus is onbehaard.

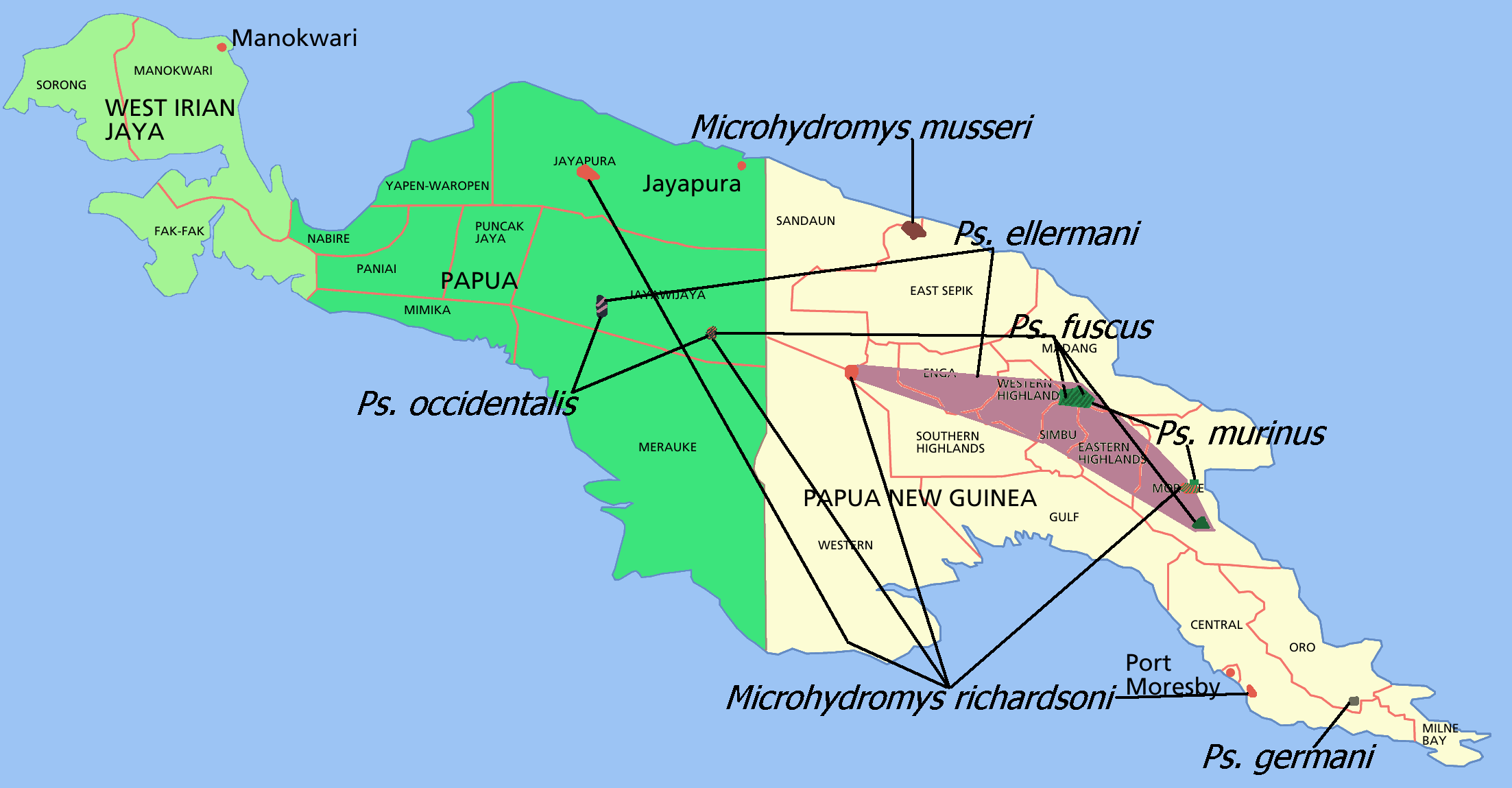
Verspreiding van P. musseri en andere knaagdieren.

De bovenvoortanden zijn oranje; er zitten geen groeven in, anders dan bij M. richardsoni. De ondervoortanden zijn wat lichter oranje; ze steken minder naar voren dan bij de meeste andere Hydromyini. De kiezen van het holotype zijn sterk afgesleten, zodat er vaak weinig te zien is van de knobbels die zo belangrijk zijn voor de classificatie van knaagdieren. De eerste bovenkies is lang, smal en bijna rechthoekig. De knobbel t2 is groot en duidelijk. De grens tussen t1 en t2 wordt aangegeven door een kleine groef. Tussen t1-t2 en de knobbels daarachter zit een "bassin", het karakteristieke kenmerk van de Hydromyini. Achter dit bassin is er niets anders zichtbaar van de knobbels dan een groef die waarschijnlijk tussen de middelste en de achterste knobbels zat en een goed ontwikkelde knobbel t4. De tweede bovenkies is driehoekig, met de punt naar achteren gericht. Het protolophide bassin op de eerste onderkies is hoefijzervormig. Het hypolophide bassin is bijna rechthoekig. Het cingulum posterius is groot en eivormig. De tweede onderkies is kleiner, maar lijkt verder op de eerste. Net als bij alle andere Hydromyini behalve Leptomys is er geen derde kies, zowel in de boven- als onderkaak.
Anders dan M. richardsoni heeft P. musseri een vrij kort rostrum. Het is verbreed aan de achterkant. De premaxillae zijn klein. Het foramen massetericum is halvemaanvormig. Het foramen infraorbitale is vrij klein. Ook de formina incisiva zijn kort en boogvormig. Hun achtereind ligt iets achter de zygomatische platen, die breed zijn. De arcus zygomaticus is dun. De bregmatic is kort, maar breed. Het palatum ligt vrij laag in de schedel. De foramina palatina zijn slecht zichtbaar, doordat er een rug voor zit. De bulla is klein.
De kop-romplengte bedraagt 108 mm, de staartlengte 101 mm, de achtervoetlengte 22 mm, de oorlengte 13 mm, de condylobasale lengte 23,6 mm, de bizygomatische breedte 13,4 mm, de palatumlengte 13,6 mm, de breedte van het rostrum 5,7 mm, de lengte van het foramen incisivum 2,2 mm, de interorbitale breedte 5,2 mm, de lengte van de ossa nasalia 8,0 mm, de breedte van de ossa nasalia 3,0 mm, de breedte van de mastoïde 10,7 mm, de lengte van de bulla 4,4 mm, de lengte van de twee bovenkiezen bij elkaar 2,9 mm, de afstand tussen de twee eerste bovenkiezen 3,5 mm, de lengte van de eerste bovenkies 2,1 mm, de breedte 0,9 mm, de lengte van de tweede bovenkies 0,8 mm, de breedte ook 0,8 mm.
P. musseri verschilt op een groot aantal punten van M. richardsoni: hij is groter; er is een kleurpatroon (zie boven), terwijl M. richardsoni uniform grijs is; er zitten geen groeven in de bovenvoortanden; het palatum is meer concaaf; de schedel is relatief breder; de eerste bovenvoortand is minder naar voren gericht; er is een cingulum posterius op de eerste onderkies. Zie het artikel over Microhydromys voor de kenmerken die deze twee zo verschillende dieren delen.